# Trichosea
Trichosea é um gênero de traça pertencente à família Arctiidae.